# Thymus krylovii
Thymus krylovii là một loài thực vật có hoa trong họ Hoa môi. Loài này được Byczenn. miêu tả khoa học đầu tiên năm 1956.